# Bouvellemont
Bouvellemont è un comune francese di 98 abitanti situato nel dipartimento delle Ardenne nella regione del Grand Est.

## Storia

### Simboli
Lo stemma comunale è stato adottato il 28 settembre 2001.

## Società

### Evoluzione demografica
Abitanti censiti